# Oulad Yahya Louta
Oulad Yahya Louta (franska: Oulad Yahya Louta (CR), Oulad Yahya Louta (Commune Rurale), arabiska: للا ميمونة) är en kommun i Marocko.   Den ligger i provinsen Benslimane och regionen Casablanca-Settat, i den norra delen av landet, 60 km sydväst om huvudstaden Rabat. Antalet invånare är 9 642.